# 포우 (비디오 게임)
포우(영어: Pou)는 2012년 
8월 5일 키프로스의 기업 자케 리미티드가 제작한 캐릭터 키우기 게임이다. 안드로이드, iOS에 출시하였으며, 플래시 게임에도 진출하였다.